# Joseph C. Sharp
Joseph Cecil Sharp II (30 de mayo de 1934 - 13 de enero de 2021) fue un psicólogo estadounidense.

## Biografía
Sharp nació en Salt Lake City, Utah, EE. UU., el 30 de mayo de 1934, hijo de Helen Swenson y Cecil Sharp. Se casó con Pauline Burnham en 1956.. Sharp recibió su licenciatura, maestría y doctorado en psicología y neuroanatomía de la Universidad de Utah.
En 1961, comenzó su carrera como psicólogo investigador en el Instituto de Investigación Walter Reed del Ejército, donde, en 1970, fue nombrado subdirector de neuropsiquiatría. También se desempeñó como Jefe del Departamento de Psicología Experimental y Radiología Conductual en Walter Reed, y en 1969 y 1970, fue Comisionado Adjunto de Salud Pública para el Estado de Nueva York. Más tarde se mudó a California y trabajó en el Centro de Investigación Ames de la NASA de 1974 a 1994. Durante los últimos cinco de esos años, fue director de la Oficina de Investigación Espacial.. Después de jubilarse de Ames, comenzó a enseñar en la Facultad de Ciencias de la Universidad del Sur de Utah en Cedar City, Utah.
En 1974, Dr. Joseph C. Sharp y Mark Grove han probado con suceso la tecnología del efecto auditivo por microondas voice to skull en el Walter Reed Army Institute of Research.
Murió el 13 de enero de 2021 y fue enterrado en el cementerio Tonaquint en Saint George, Utah.